# رادوسلاف جاسيك
رادوسلاف جاسيك (بالبولندية: Radosław Jacek)‏ هو لاعب كرة قدم بولندي في مركز الدفاع، ولد في 23 يناير 1986 في أوبولي في بولندا. لعب مع زاغليبي سوسنويتش وفيسوا كراكوف ونيتشيتشا.